# 垂枝大叶早樱
垂枝大叶早樱（学名：Cerasus subhirtella var. pendula）为蔷薇科樱属下的一个变种。

## 扩展阅读
- 維基物種上的相關：垂枝大叶早樱